# Vai (språk)

Wikipedias logotyp på Vai.

Vai, även kallat vy eller gallinas, är ett mandespråk som talas av folkgruppen vai, varav ungefär 104 000 bor i Liberia och cirka 15 500 bor i Sierra Leone.
Vai är ett av få afrikanska språk att ha ett skriftsystem som inte är baserat på det latinska eller arabiska alfabetet. Det är en stavelseskrift som skapades av Momolu Duwalu Bukele omkring 1833. Skriftsystemets förekomst rapporterades oberoende av varandra 1834 av amerikanska missionärer i Missionary Herald  och den tyske missionären Sigismund Wilhelm Kölle.

## Fonologi
Vai är ett tonspråk och har 12 vokaler och 31 konsonanter, som anges nedan.

### Vokaler
|                    | Orala vokaler | Orala vokaler | Nasala vokaler | Nasala vokaler |
| Främre             | Bakre         | Främre        | Bakre          |                |
| ------------------ | ------------- | ------------- | -------------- | -------------- |
| Stängd             | i i           | u u           | ĩ ĩ            | ũ ũ            |
| Stängd mellanvokal | e e           | o o           | ɛ̃              | ɔ̃ ɔ̃            |
| Öppen mellanvokal  | ɛ ɛ           | ɔ ɔ           | ɛ̃              | ɔ̃ ɔ̃            |
| Öppen              | a a           | a a           | ã ã            | ã ã            |

### Konsonanter
|                       | Labial | Labial | Alveolär | Alveolär | Post. / palatal | Post. / palatal | Velar | Velar | Labial / velar | Labial / velar | Glottal | Glottal |
| --------------------- | ------ | ------ | -------- | -------- | --------------- | --------------- | ----- | ----- | -------------- | -------------- | ------- | ------- |
| Nasal                 |        | m      |          | n        |                 | ɲ               |       | ŋ     |                |                |         |         |
| Stopp / Affrikata     | p      | b mb   | t        | d nd     | c               | ɟ ɲɟ            | k     | g ŋɡ  | k͡p             | ŋ͡mɡ͡b           |         |         |
| implosiva             |        | ɓ      |          | l ~ ɗ    |                 |                 |       |       | ɡ͡ɓ             | ɡ͡ɓ             |         |         |
| frikativor            | f      | v      | s        | z        | (ʃ)             |                 |       |       |                |                | h       |         |
| approximant (Lateral) |        |        |          |          |                 | j               |       |       |                | w              |         |         |
| approximant (Lateral) |        |        | l ~ ɗ    |          |                 |                 |       |       |                |                |         |         |
| Drill                 |        |        |          | (r)      |                 |                 |       |       |                |                |         |         |

[r] och [ʃ] förekommer endast i lånord.

## Skriftsystem
Vai har ett syllabiskt skriftsystem som skrivs från vänster till höger. Varje ljudtecken representerar antingen en vokal eller ett konsonantljud följt av en vokal, undantaget ŋ. Sedan april 2008 finns vai i Unicode-standarden i och med lanseringen av version 5.1.
|      | e | i | a | o | u | ɔ | ɛ | - |
| ---- | - | - | - | - | - | - | - | - |
| -    | ꔀ | ꔤ | ꕉ | ꕱ | ꖕ | ꖺ | ꗡ |   |
| ‑̃    | ꔁ | ꔥ | ꕊ | ꕲ | ꖖ | ꖻ | ꗢ |   |
| ŋ    |   |   |   |   |   |   |   | ꘋ |
| ŋ‑̃   |   |   | ꕋ |   |   | ꖼ | ꗣ |   |
| h‑   | ꔂ | ꔦ | ꕌ | ꕳ | ꖗ | ꖽ | ꗤ |   |
| h‑̃   |   | ꔧ | ꕍ |   | ꖘ | ꖾ | ꗥ |   |
| w‑   | ꔃ | ꔨ | ꕎ | ꕴ | ꖙ | ꖿ | ꗦ |   |
| w‑̃   | ꔄ | ꔩ | ꕏ | ꕵ | ꖚ | ꗀ | ꗧ |   |
| p‑   | ꔅ | ꔪ | ꕐ | ꕶ | ꖛ | ꗁ | ꗨ |   |
| b‑   | ꔆ | ꔫ | ꕑ | ꕷ | ꖜ | ꗂ | ꗩ |   |
| ɓ‑   | ꔇ | ꔬ | ꕒ | ꕸ | ꖝ | ꗃ | ꗪ |   |
| mɓ‑  | ꔈ | ꔭ | ꕓ | ꕹ | ꖞ | ꗄ | ꗫ |   |
| kp‑  | ꔉ | ꔮ | ꕔ | ꕺ | ꖟ | ꗅ | ꗬ |   |
| kp‑̃  |   |   | ꕕ |   |   |   | ꗭ |   |
| mgb‑ | ꔊ | ꔯ | ꕖ | ꕻ | ꖠ | ꗆ | ꗮ |   |
| gb‑  | ꔋ | ꔰ | ꕗ | ꕼ | ꖡ | ꗇ | ꗯ |   |
| gb‑̃  |   |   |   |   |   | ꗈ | ꗰ |   |
| f‑   | ꔌ | ꔱ | ꕘ | ꕽ | ꖢ | ꗉ | ꗱ |   |
| v‑   | ꔍ | ꔲ | ꕙ | ꕾ | ꖣ | ꗊ | ꗲ |   |
| t‑   | ꔎ | ꔳ | ꕚ | ꕿ | ꖤ | ꗋ | ꗳ |   |
| θ‑   | ꔏ | ꔴ | ꕛ | ꖀ | ꖥ | ꗌ | ꗴ |   |
| d‑   | ꔐ | ꔵ | ꕜ | ꖁ | ꖦ | ꗍ | ꗵ |   |
| ð‑   | ꔑ | ꔶ | ꕝ | ꖂ | ꖧ | ꗎ | ꗶ |   |
| l‑   | ꔒ | ꔷ | ꕞ | ꖃ | ꖨ | ꗏ | ꗷ |   |
| r‑   | ꔓ | ꔸ | ꕟ | ꖄ | ꖩ | ꗐ | ꗸ |   |
| ɗ‑   | ꔔ | ꔹ | ꕠ | ꖅ | ꖪ | ꗑ | ꗹ |   |
| nɗ‑  | ꔕ | ꔺ | ꕡ | ꖆ | ꖫ | ꗒ | ꗺ |   |
| s‑   | ꔖ | ꔻ | ꕢ | ꖇ | ꖬ | ꗓ | ꗻ |   |
| ʃ‑   | ꔗ | ꔼ | ꕣ | ꖈ | ꖭ | ꗔ | ꗼ |   |
| z‑   | ꔘ | ꔽ | ꕤ | ꖉ | ꖮ | ꗕ | ꗽ |   |
| ʒ‑   | ꔙ | ꔾ | ꕥ | ꖊ | ꖯ | ꗖ | ꗾ |   |
| tʃ‑  | ꔚ | ꔿ | ꕦ | ꖋ | ꖰ | ꗗ | ꗿ |   |
| dʒ‑  | ꔛ | ꕀ | ꕧ | ꖌ | ꖱ | ꗘ | ꘀ |   |
| ndʒ‑ | ꔜ | ꕁ | ꕨ | ꖍ | ꖲ | ꗙ | ꘁ |   |
| j‑   | ꔝ | ꕂ | ꕩ | ꖎ | ꖳ | ꗚ | ꘂ |   |
| k‑   | ꔞ | ꕃ | ꕪ | ꖏ | ꖴ | ꗛ | ꘃ |   |
| k‑̃   |   |   | ꕫ |   |   |   |   |   |
| ŋg‑  | ꔟ | ꕄ | ꕬ | ꖐ | ꖵ | ꗜ | ꘄ |   |
| ŋg‑̃  |   |   |   |   |   |   | ꘅ |   |
| g‑   | ꔠ | ꕅ | ꕭ | ꖑ | ꖶ | ꗝ | ꘆ |   |
| g‑̃   |   |   |   |   |   |   | ꘇ |   |
| m‑   | ꔡ | ꕆ | ꕮ | ꖒ | ꖷ | ꗞ | ꘈ |   |
| n‑   | ꔢ | ꕇ | ꕯ | ꖓ | ꖸ | ꗟ | ꘉ |   |
| ɲ‑   | ꔣ | ꕈ | ꕰ | ꖔ | ꖹ | ꗠ | ꘊ |   |
|      | e | i | a | o | u | ɔ | ɛ |   |

| Tecken | Funktion                           |
| ------ | ---------------------------------- |
| ꘍      | komma (,)                          |
| ꘎      | punkt (.)                          |
| ꘎꘎     | utrop (upprepad punkt, !)          |
| ꘏      | frågetecken (?)                    |
| ꘌ      | vokalförlängning (liknande accent) |

| Vaiskrift             | ꘋ ꖴꘋ ꕙꔤ ꖨꖕꕴꕱ ꗉꕎ ꔒꘋ ꔒꘋ꘎                     |
| Uttal                 | ŋ kuŋ vai-luu'óo fɔ́'a leŋ-leŋ              |
| Översättning          | Min förmåga att tala vai är väldigt liten. |
| Anpassad översättning | Jag kan prata en smula vai.                |